# Moderatus de Gadès
Moderatus de Gadès (né vers 50 à Cadix, en Espagne ; mort vers 100) est un philosophe néopythagoricien et platonicien, actif sous Néron (54-68), ou après vers 90 ap. J.-C.

## Philosophie
Il fait partie des néopythagoriciens qui utilisent à leur compte Pythagore et les pseudépigraphies pythagoriciens (pseudo-Philolaos, pseudo-Archytas, qu'ils tient pour authentiques) : Numénios d'Apamée (vers 155), Nicomaque de Gérase (mort en 196). 
Sa philosophie annonce celle de Plotin, car il place l'Un au-dessus des Formes (comme Eudore d'Alexandrie, vers 40 av. J.-C., avait placé l'Un au-dessus de la dualité entre Monade et Dyade). 
« Le premier Un est au-dessus de l'Être (to einai) et de toute essence (ousia). Le deuxième Un, qui est l'Être vrai et intelligible, ce sont les Formes. Le troisième, ou Un psychique, participe au [premier] Un et aux Formes. Ensuite le dernier degré de la nature, ce sont les choses sensibles, qui ne participent pas au degré de plus élevé [de la réalité] mais sont ordonnées par leur reflexion ou manifestation. La matière dans les choses sensibles est une ombre du Non-Être, dont la forme primitive est la Quantité (poson). » (Simplicios de Cilicie, Commentaire sur la 'Physique' d'Aristote, 230).

### Fragments
- Fragmenta philosophorum graecorum. Volumen II : Pythagoreos, Sophistas, Cynicos et Chalcidii in priorem Timaei Platonici partem commentarios continens. Édi. par Fridericus Guilelmus Augustus Mullach. 1re éd. : Paris : Firmin Didot. 3 vol. 1860, 1867, 1881. Réimpr. : 1881(vol. 2) - 1883 (vol. 1). Réimpr .: 1928 (pour le volume 1). Réimpr. : Aalen : Scientia, 1968. xxvii-575, vi-lxxxvi-438, v-578 p. Coll. « Coll. des auteurs grecs » t. II, p. 48-59 : Moderati fragmenta.

### Sources
- Porphyre de Tyr, Vie de Pythagore (vers 270), trad., Les Belles Lettres.
- Simplicios de Cilicie, Commentaires sur la 'Physique' d'Aristote (vers 535), édi. par Hermann Diels : In Aristotelis Physicorum libros (extraits), coll. "Commentaria in Aristotelem Graeca" (CAG), t. IX-X, Berlin, 1907. Trad. an. D. Konstan, J. O. Urmson, C. Hagen, B. Fleet, R. McKirahan : Simplicius, On Aristotle Physics, Londres, Duckworth and Cornell University Press, coll. "The Ancient Commentators on Aristotle", 1989, 1992, 1994, 1997, 2001.

### Études sur Moderatus de Gadès
- Charles H. Kahn, Pythagoras and the Pythagoreans, Indianapolis, Hackett Publishing, 2001, p. 105-110.
- C. Turnau, "Die Prinzipienlehre des Moderatus von Gades", Rheinisches Museum für Philologie, 143 (2000), p. 197-220.